# Jan Hoppe

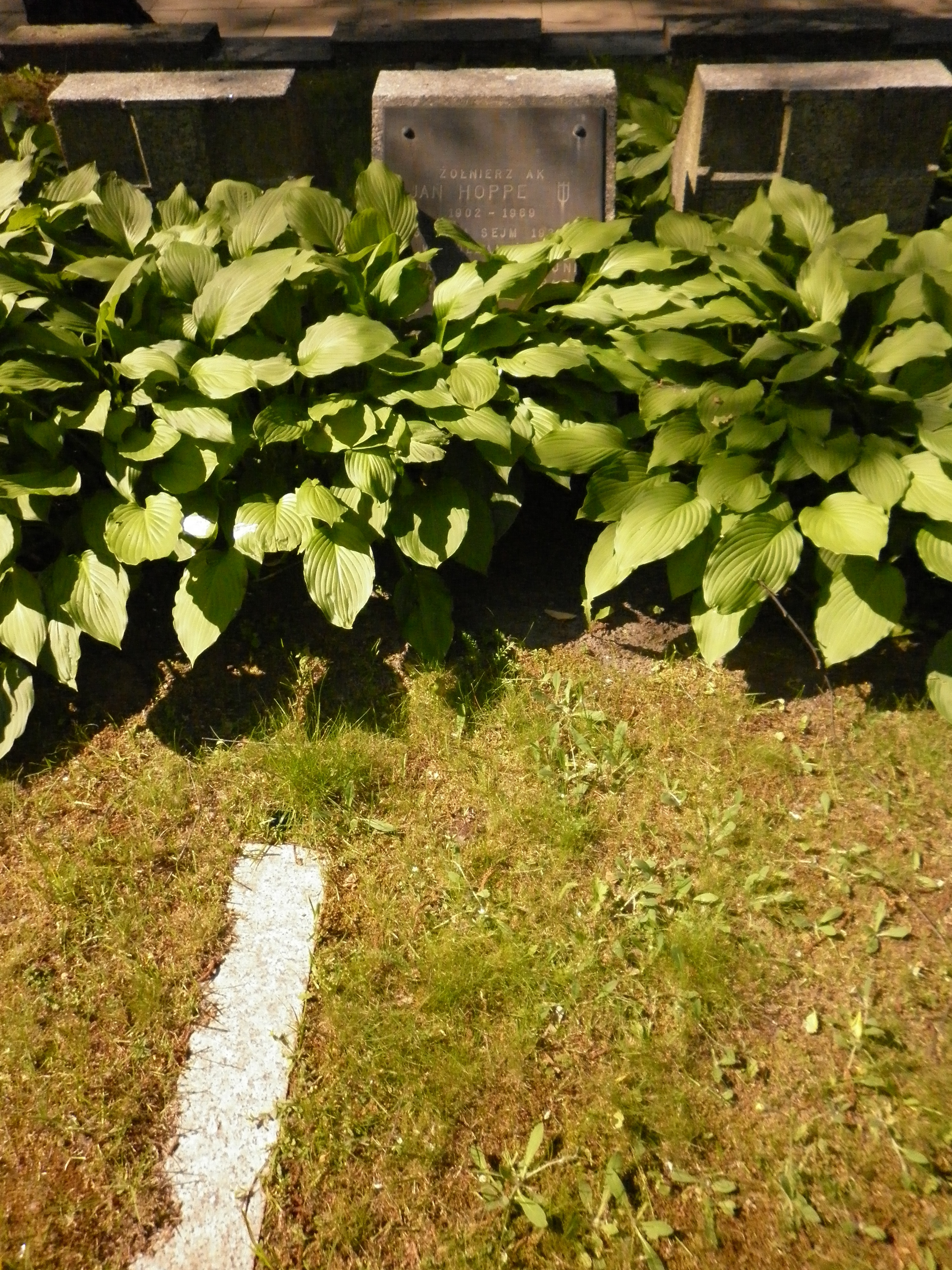
Grób Jana Hoppego na Cmentarzu Wojskowym na Powązkach

Jan Władysław Hoppe (ur. 27 grudnia 1902 w Skierniewicach, zm. 18 lutego 1969 w Warszawie) – polski dziennikarz i działacz społeczny, współzałożyciel grupy "Jutro Pracy", poseł, komendant podziemnej organizacji Warszawianka, wiceprzewodniczący podziemnej formacji ideologicznej Unia, wiceprezes Zarządu Głównego Stronnictwa Pracy.

## Życiorys
Był synem Franciszka (maszynisty kolejowego) i Antoniny z domu Mikuczewskiej. Członek tajnego skautingu. W 1915 wraz z rodzicami ewakuowany do Moskwy. Uczył się w Szkole Realnej Komitetu Polskiego, którą założył Władysław Giżycki, a w 1918 przeniesionej do Warszawy (późniejsze Gimnazjum Władysława Giżyckiego). Otrzymał tam świadectwo dojrzałości i ukończył studia w WWP. W czasie nauki w gimnazjum kontynuował działalność w ZHP. W 11 Warszawskiej Drużynie Harcerzy, im. Tadeusza Kościuszki był przybocznym, a od września 1921 do lutego 1922 drużynowym. W 1920 podczas wojny polsko-bolszewickiej służył ochotniczo w Wojsku Polskim. Należał w czasie studiów do Organizacji Młodzieży Narodowej. Był aktywny w ruchu pracowniczym na początku jako wiceprzewodniczący warszawskiej Rady Okręgowej Związku Zawodowego Pracowników Umysłowych, a później sekretarzem w utworzonej w 1925 Centralnej Organizacji Związków Zawodowych Pracowników Umysłowych. Redaktor „Pracownika” od 1928 oraz prezes Związku Pracowników Zakładów Ubezpieczeń Pracowników Umysłowych i sekretarzem działającej od 1930 RN Straży Przedniej. Był blisko związany z Adamem Skwarczyńskim i później z Walerym Sławkiem, a nawet przez pewien czas był jego sekretarzem. W 1927 po powołaniu BBWR pełnił funkcję kierownika referatu społecznego w jego Sekretariacie Generalnym. Był w 1930 członkiem Naczelnego Pracowniczego Komitetu Wyborczego, który popierał listy wyborcze BBWR. W grupie radykalnych narodowych piłsudczyków stał się szybko jednym z czołowych działaczy grupy „Jutra Pracy”, która była skupiona wokół pisma o tej samej nazwie, a wydawanego od 1930 i, którego był współredaktorem. Zajmowała się ta grupa początkowo problematyką związkową, a rozpoczęła działalność polityczną po śmierci Józefa Piłsudskiego.
Po 1935 jej 15 posłów tworzyło w zasadzie jedyne (wewnątrzsanacyjne) ugrupowanie opozycyjne w Sejmie. Hoppe w okręgu wyborczym nr 3 (Warszawa–Wola) został wybrany posłem i był sekretarzem Prezydium Sejmu, a w Sejmie zasiadał do 1938. Po utworzenia w 1937 Obozu Zjednoczenia Narodowego był sekretarzem jej sektora miejskiego,, na którego czele stał Stefan Starzyński. Otrzymał propozycję objęcia przewodnictwa Klubu Parlamentarnego OZN, ale jej nie przyjął. Wybrany w skład RN OZN wiosną 1938, ale po kilku dniach zerwał z tym obozem i zbliżył się do opozycyjnego Stronnictwa Pracy. Był jednocześnie prezesem Towarzystwa Przyjaciół Woli, a także współorganizator i następnie prezes Towarzystwa Przyjaciół Warszawy. W wyborach parlamentarnych w listopadzie 1938 bez powodzenia kandydował do Sejmu RP V kadencji.
Mieszkał początkowo w czasie okupacji niemieckiej u Henryka Pawłowicza przy ul. Kredytowej 4. Zatrudniony był formalnie w Miejskim Biurze Dzielnicowym Warszawa–Północ, którym kierował Cyprian Odorkiewicz. Aż do czasu aresztowania w marcu 1945 używał dokumentów na nazwisko Jan Chmielewski. W konspiracji był w październiku 1939 obok H. Pawłowicza, C. Odorkiewicza i Bronisława Chajęckiego współorganizatorem i następnie komendantem głównym „Warszawianki”. W połowie 1940 po policzeniu „Warszawianki”, „Nowej Polski” i „Grunwaldu” został wiceprezesem nowo powstałej „Unii”. Towarzyszył płk. Stanisławowi Edwardowi Grodzkiemu w rozmowach z AK, które w marcu 1942 zakończyły się scaleniem Organizacji Wojskowej „Unii”. Uczestniczył z Jerzym Braunem w rozmowach połączeniowych z SP, zakończonych włączeniem „Unii” do SP w lutym 1943i wówczas został wiceprezesem SP. Kierował także po Stefanie Kaczorowskim Komisją Prasowo-Propagandową i był redaktorem organów prasowych SP: „Reformy” i „Narodu”. Inicjator powstania niezależnego Instytutu Wydawniczego pod dyrekcją Wiktora Goliana, który skupował dzieła literackie tworzone w czasie okupacji (m.in. pamiętników Stefana Jaracza i powieści Poli Gojawiczyńskiej).
W czasie powstania warszawskiego był redaktorem „Kuriera Stołecznego”, który stanowił powstańczą kontynuację pism „Reforma”, „Naród” i „Polska odrodzona”, a wydawanego od 9 sierpnia w Podobwodzie Sródmieście–Północ i od września do 2 października 1944 w Podobwodzie Sródmieście–Południe. Współpracował także z pismem redagowanym przez Stanisława Wąsowicza „Barykada Powiśla”. Wydostał się z Warszawy po kapitulacji oddziałów powstańczych i kontynuował swoją działalność w SP. 6 lub 8 marca 1945 został aresztowany podczas spotkania z Aleksandrem Zwierzyńskim ze Stronnictwa Narodowego i został wywieziony do ZSRR. W listopadzie 1947 powrócił do Polski i zamieszkał w Warszawie, a później w Miedzeszynie. Pracował wówczas w „Tygodniku Handlowym”. Nie był już czynny w życiu politycznym, ponieważ był ciężko chory, a zaangażował się jedynie w akcji samopomocowej, którą prowadziło nielegalne SP. 18 lutego 1949 został aresztowany i skazany 6 kwietnia 1951 w procesie kierownictwa tajnego SP toczącym się przed Rejonowym Sądem Wojskowym w Warszawie na karę dożywotniego więzienia. W 1956 zwolniony i postanowieniem Prokuratury Wojewódzkiej dla m.st. Warszawy z 7 lipca 1958 zrehabilitowany. Będąc ciężko chory przeżył cztery zawały serca. Dla ratowania zdrowia i życia od 1962 musiał corocznie wyjeżdżać na zimowe miesiące do Włoch, ale w 1967 i 1968 odmówiono mu zgody na kolejne wyjazdy. Zmarł w Warszawie 18 lutego 1969. Pochowany na Cmentarzu Wojskowym na Powązkach w Warszawie (kwatera B24-11-12).